# Labridae
Los lábridos (Labridae) es una familia de peces marinos, la mayoría muy coloridos. La familia es grande y diversa, con cerca de 500 especies agrupadas en 60 géneros. 
Algunas especies son populares en acuarios mientras que otras son comestibles. En el Atlántico occidental, la más usada en el consumo humano es Tautoga onitis mientras en Atlántico es Labrus bergylta.
Tienen bocas protractiles, usualmente separadas las articulaciones de la mandíbula. La espina dorsal tiene de 8 a 21 espinas y de 6 a 21 rayos blandos.
Algunos Labridae son conocidos por la simbiosis con otros peces, que nadan juntos a ellos y les limpian de parásitos las bocas y cavidades. El Labroides dimidiatus es uno de lo más comunes limpiadores en arrecifes tropicales (véase Trivers, R. L. 1971).
Los lábridos son proterogínicos, todos los ejemplares nacen hembras, pero a medida que crecen las hembras dominantes se transforman gradualmente en machos, alterando también su colorido y aspecto físico. Si un macho muere, otra hembra experimentará la metamorfosis y le sustituirá.
Los lábridos se alimentan de pequeños crustáceos, moluscos y gusanos.

## Taxonomía
Esta familia incluye los siguientes géneros:
- Acantholabrus
- Achoerodus
- Ammolabrus
- Anampses
- Anchichoerops
- Austrolabrus
- Bodianus
- Centrolabrus
- Cheilinus
- Cheilio
- Choerodon
- Cirrhilabrus
- Clepticus
- Conniella
- Coris
- Ctenolabrus
- Cymolutes
- Decodon
- Diproctacanthus
- Doratonotus
- Dotalabrus
- Epibulus
- Eupetrichthys
- Frontilabrus
- Gomphosus
- Halichoeres
- Hemigymnus
- Hologymnosus
- Iniistius
- Julichthys[1]
- Labrichthys
- Labroides
- Labropsis
- Labrus
- Lachnolaimus
- Lappanella
- Larabicus
- Leptojulis
- Macropharyngodon
- Malapterus
- Minilabrus
- Nelabrichthys
- Notolabrus
- Novaculichthys
- Novaculoides
- Ophthalmolepis
- Oxycheilinus
- Oxyjulis
- Paracheilinus
- Parajulis
- Pictilabrus
- Polylepion
- Pseudocheilinops
- Pseudocheilinus
- Pseudocoris
- Pseudodax
- Pseudojuloides
- Pseudolabrus
- Pteragogus
- Semicossyphus
- Stethojulis
- Suezichthys
- Symphodus
- Tautoga
- Tautogolabrus
- Terelabrus
- Thalassoma
- Wetmorella
- Xenojulis
- Xiphocheilus
- Xyrichtys